# Джус Тарас Степанович
Тарас Степанович Джус (нар. 27 серпня 1975, Ялта) — український художник, магістр живопису; член Київської організації Національна спілка художників України з 2002 року. Заслужений художник України з 2009 року; лауреат Літературно-мистецької премії імені Івана Нечуя-Левицького

## Біографія
Народився 27 серпня 1975 року в місті Ялті (нині Автономна Республіка Крим, Україна) в сім'ї художників Степана та Людмили Джусів. З 1990 року навчався у Кримському художньому училищі імені Миколи Самокиша в Сімферополі; у 1995—2001 роках — у Національній академії образотворчого мистецтва та архітектури у Києві, був учнем Василя Гуріна; протягом 2001—2004 років там же продовжив навчання на аспірантурі.

## Творчість
Працює в галузях станкового живопису (пише жанрові картини, портрети, пейзажі, натюрморти) і ужиткового мистецтва (майстер гобеленів). Серед робіт:
живопис
- «Очікування» (1998);
- «Карнавал у Венеції» (1999);
- «Засвіт встали козаченьки» (2001);
- «У місячному світлі» (2002);
- «В степу» (2002);
- «Благословення» (2004);
- «Вікно не відчиняти» (2004);
- «Чумацький шлях» (2005);
- «Кінець літа» (2006);
- «Польові квіти» (2008);
- «Тиха бухта» (2008);
- «Казантип» (2009);
- «Кара-Даг» (2009);
- «Вірменська церква. Ялта» (2009);
- «Квіти рідної землі» (2011);
- «Польові квіти» (2011);
- «Осінь» (2011);
- «Літні квіти» (2011);
- «Натюрморт із бузком» (2012);
- «На винограднику» (2012);
- «Бузок» (2012);
- «Троянди» (2012);
- «Весінні квіти» (2012);
- «Осінь в Криму» (2012);
- «Трави Карадагу» (2012);
- «Тане сніг» (2012);
- «Срібний день» (2013);
- «Вечірній натюрморт» (2013);
- «Натюрморт з фруктами» (2013);
- «Полудень» (2013);
- «Ранок» (2013);
- «Мис Мартьян» (2013);
- «Холодне літо» (2013);
- «Осінь в Японії» (2013);
- «Нічна Венеція» (2013);
- «Осінній натюрморт» (2013);
- «Рим» (2013);
- «На заході сонця» (2013);
- «Троянди» (2013);
- «Андріївська церква» (2013);
- «Дзвіночки» (2014);
- «Троянди і виноград» (2014);
- «Осінній вечір» (2019);

портрети
- «Портрет Василя Гуріна» (1998);
- «Портрет сім'ї Керопян» (2002);
- «Професор Анатолій Радзіховський» (2005);
- «Ємір Кувейта Джабер аль-Ахмед аль-Джабер аль-Сабах, Кронпрінц Саад аль-Абдулла ас-Салем ас-Сабах, Премьєр-міністр Сабах аль-Ахмед аль-Джабер ас-Сабах» (2005);
- «Олександр Шнипко» (2005);
- «Олександр Малицький» (2006);
- «Ксенія Бессонова» (2006);
- «Кирило Бессонов» (2006);
- «Посол Республіки Хорватії в Україні Маріо Міколіч» (2006);
- «Начальник карного розшуку МВС РФ В'ячеслав Трубніков» (2006);
- «Міністр енергетики України Іван Плачков» (2007);
- «Голова Верховної Ради України Олександр Мороз» (2007);
- «Голова Верховної Ради України Володимир Литвин» (2007);
- «Почесний консул Грузії в Україні Елгуджа Кепуладзе» (2007);
- «Надзвичайний і повноважний посол України Дмитро Ткач» (2007);
- «Літо» (2007);
- «Надія та Олександр Малицькі» (2007);
- «Віктор Бездольний» (2007);
- «Міністр закордонних справ України Володимир Огризко» (2008);
- «Портрет бабусі» (2008);
- «Сергій Міщенко» (2009);
- «Сергій Коросташ» (2009);
- «Антон Пригодський» (2009);
- «Ірина та Сергій Міщенко» (2010);
- «Віктор Флоринський» (2010);
- «Портрет літньої жінки» (2010);
- «Віталій Красносельський» (2011);
- «Альона Міщенко» (2011);
- «Анатолій Мірзоян» (2011);
- «Ксенія Деркач» (2012);
- «Анатолій Головін» (2012);
- «Міністр культури України Юрій Богуцький» (2012);
- «Сестри» (2013);
- «Юність» (2013);
- «Володя Тарасов» (2014);
- «Хірург-онколог Юрій Головко» (2015);
- «Заслужений лікар України Володимир Чорний» (2015).

гобелени (вовна, ручне ткацтво)
- «Затемнення» (1993);
- «Земля» (1993);
- «Метелик» (1993);
- «Море» (1993);
- «Карнавал» (1997);
- «Хвиля» (1998);
- «Перлина» (1998);
- «Мотор-Січ» (2001, у співавторстві з Степаном та Людмилою Джусами; ПАТ «Мотор Січ»);

Учасник багатьох республіканських всеукраїнських та міжнародних виставок.
Твори зберігаються в музеях і приватних колекціях України, Росії, Німеччини, Австрії, Угорщини, Японії, Канади, Сполучених Штатів Америки.